# 생일 케이크

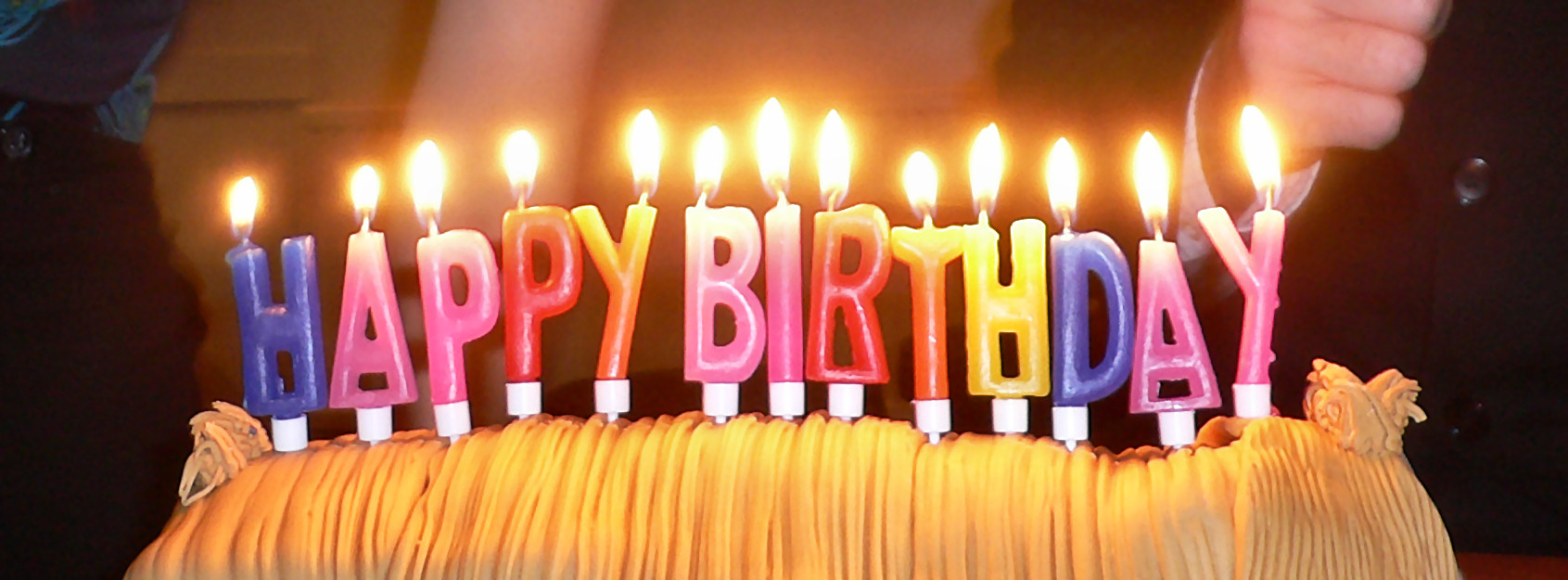
생일 케이크 위에 불이 붙어 있는 모습

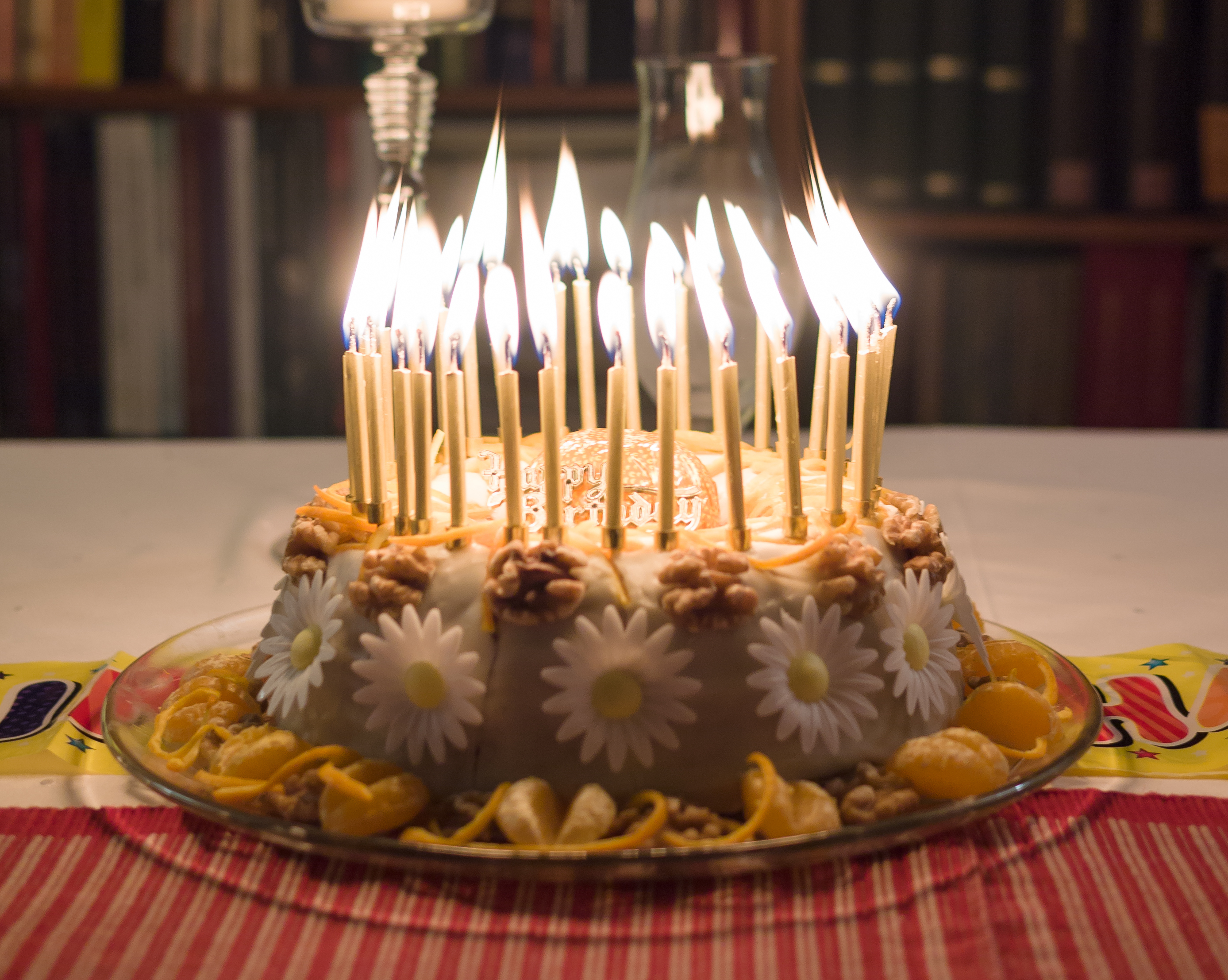
촛불이 꽂혀 있는 생일 케이크

생일 케이크(영어: birthday cake)는 19세기 중반 이후로 서양 문화에서 생일 축하의 중요한 부분이 되어왔다. 생일 축하 노래를 불러주는 등의, 생일 케이크와 이어지는 특정한 관습과 전통은 수많은 서양 문화에 일상화되어 있다. 생일 케이크 위의 초에 불을 붙이는 전통은 18세기 독일에서 유래한다. 그러나 케이크를 앞에 놓고 생일을 축하하는 것은 고대 로마 시대로 거슬러 올라간다. 생일 케이크의 개발은 요리와 과자류의 진보를 이끌어왔다. 서양 역사상 정성을 들여 만든 케이크는 일상적으로 부유한 계층의 특권이었으나 오늘날 생일 케이크는 생일 축하에 일반적으로 쓰인다. 전 세계적으로 생일 케이크의 종류는 다양하다.

## 대접
생일 케이크는 생일을 맞은 사람에게 대접한다. 이때 생일 케이크를 대접하는 것은 "생일 축하합니다"라는 노래나 그 밖의 생일 축하 노래를 부르기 전에 이루어진다. "생일 축하합니다"(Happy Birthday To You)라는 노래가 1900년대 초반에 인기가 있자 그 뒤에 "생일 축하합니다"(Happy Birthday)라는 구절이 생일 케이크에 쓰이기 시작하였다.

## 같이 보기
- 생일
- 케이크